# Boca-virus
Boca-virus är ett virus som för tillfället tillhör släktet Parvoviridae, och dess underfamilj Parvovirinae. Boca-viruset (HBoV) hittas oftast i luftvägssekret. HBoV har hittats i många nyföddas luftvägar, samt i blodet hos luftvägsinfekterade patienter.
Namnet Boca-virus härstammar från två olika virus. Detta eftersom andra virus i släktet har hund och nötkreatur som värdar. "Bovine parvovirus", som infekterar nötkreatur och "The Minute Virus of Canines", som infekterar hundar. Detta namn blir efter de två första bokstäverna i bägge namnen Boca-virus.

## Historia
Boca-viruset upptäcktes för första gången i Sverige år 2005. Detta av Tobias Allander och hans medarbetare på  karolinska sjukhuset i Stockholm. Sedan dess har HBoV hittats i luftvägssekret världen runt. Och man har på senare tid kunnat belysa att HBoV är det fjärde vanligaste viruset i luftvägarna.

## Kännetecken
HBoV upptäcks oftast tillsammans med en hel del andra virus som t.ex. HRV (Human Rhinovirus) eller HCoV.  Boca-virusens verkan på värdcellen är ännu något oklart. Men det verkar under experiment som om dess påverkan är precis som alla andra virus. Nämligen att få sitt DNA att massproduceras och därefter  lyseras cellen. Receptorn för ett av de fyra boca-virusen är sialinsyra.

## Symptom
Undersökt statistik visar ett tydligt samband mellan luftvägsinfektioner och HBoV. Vilken roll den har är dock ännu inte helt fastställt. Man tror att en infektion av HBoV leder till förlängd period av andra virussjukdomar i luftvägarna, som t.ex. en förlängd förkylning eller influensa.
HBoV har upptäckts i såsom småbarn och människor i sina bästa års kroppar. Men vanligtvis är de inrapporterade fallen små ofarliga infektioner.